# Kopuła pancerna

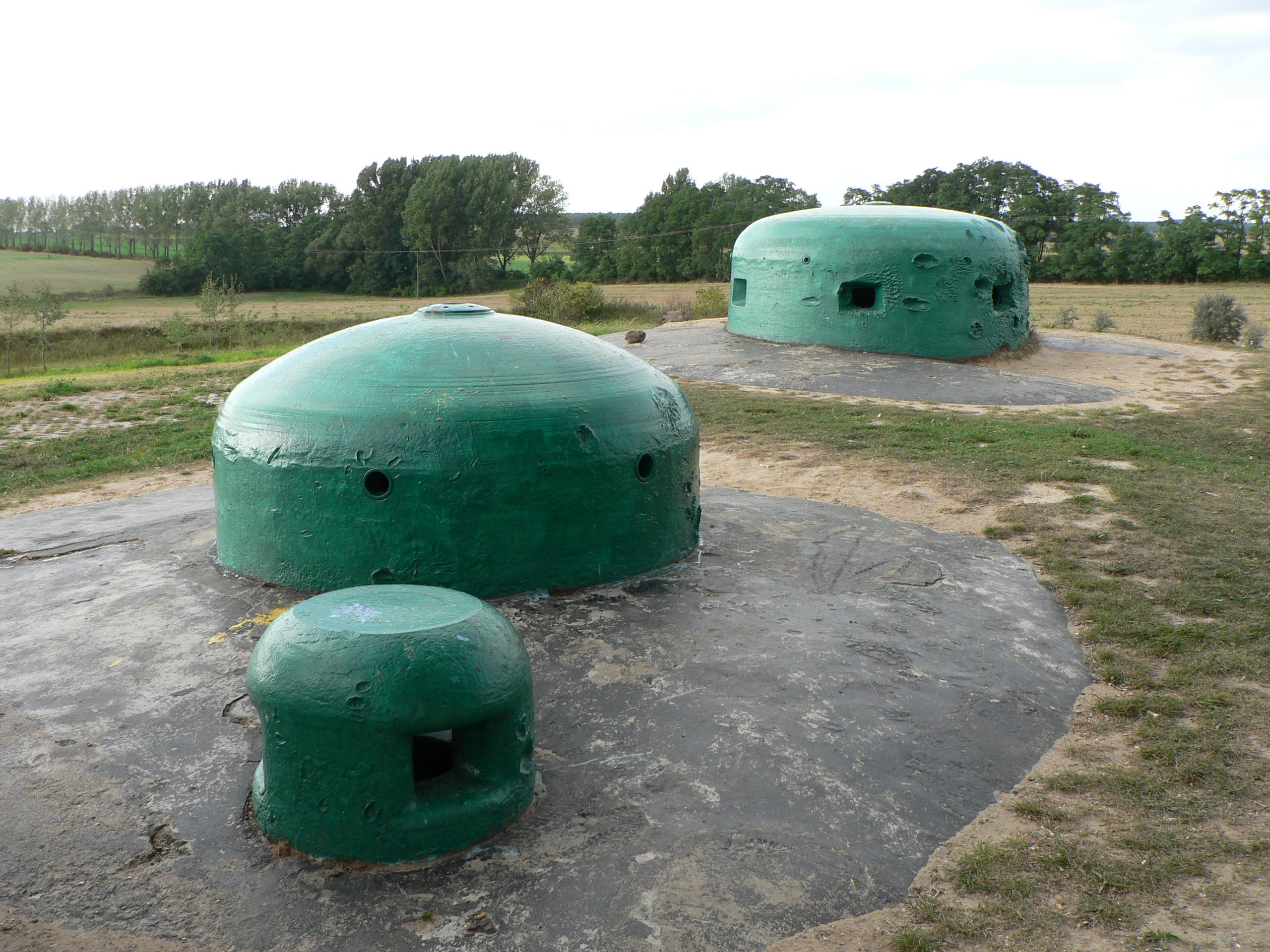
Kopuły pancerne na stropie schronu, obiekt Pz.W. 717 GW „Scharnhorst” (MRU)

Kopuła pancerna – konstrukcja pancerna w kształcie dzwonu. Nieruchoma, stała czasza, najczęściej wykonana jako odlew ze staliwa lub ze stalowych płyt połączonych nitami, służąca do celów obserwacyjnych lub jako stanowisko ogniowe. W  fortyfikacji stałej jest elementem obiektu fortyfikacyjnego (najczęściej wbudowany w jego strop). W fortyfikacji polowej stanowi samodzielny obiekt fortyfikacyjny, możliwy do przeniesienia lub przewiezienia.
Niekiedy obrotowe wieże pancerne błędnie określa się mianem kopuł pancernych.